# Салбинский сельсовет (Ермаковский район)
Салбинский сельсовет — сельское поселение в Ермаковском районе Красноярского края.
Административный центр — село Салба.
Выделен в 1997 году из Ойского сельсовета.

## Население
| 2010 | 2012 | 2013 | 2014 | 2015 | 2016 | 2017 |
| ---- | ---- | ---- | ---- | ---- | ---- | ---- |
| 624  | ↘615 | ↘584 | ↘575 | ↘571 | ↘562 | ↘542 |

## Состав сельского поселения
В состав сельского поселения входит один населённый пункт — село Салба.

## Местное самоуправление
Салбинский сельский Совет депутатов
Дата избрания: 14.03.2010. Срок полномочий: 5 лет. Количество депутатов: 7
Глава муниципального образования
- и. о. Катакова Маргарита Валерьевна. Дата избрания: 14.03.2010. Срок полномочий: 5 лет